# La Cruz (Meksyk)
La Cruz – miasto w południowej części meksykańskiego stanu Sinaloa, położone w odległości około 5 kilometrów od wybrzeża Pacyfiku nad Zatoką Kalifornijską, na północ od miasta Mazatlan. La Cruz jest siedzibą władz gminy Elota, jednej z 18 gmin stanu Sinaloa. Miasto w 2005 roku liczyło 15 657 mieszkańców.